# آر آر بوکر
آر آر بوکر (به انگلیسی: R. R. Bowker LLC) (به طور سنتی Bowker) یک شرکت با مسئولیت محدود آمریکایی که مقرش در چتم، نیوجرسی مستفر است. علاوه بر این، دفترهای اجرایی در انگلیس و استرالیا دارد. الان دارنده این شرکت، گروه اطلاعات کمبریج است.